# Maurice Vieux International Viola Competition
La Maurice Vieux International Viola Competition (in francese: Le Concours International d'Alto Maurice Vieux) è un concorso di interpretazione violistica istituito nel 1983 dall'associazione violistica francese Les Amis de l'Alto, dedicata al celebre violista Maurice Vieux.

## Edizioni
| Ed. | Anno | Città                          | 1º premio                                         | 2º premio                                           | 3º premio       | Giuria |
| --- | ---- | ------------------------------ | ------------------------------------------------- | --------------------------------------------------- | --------------- | --- |
| 1   | 1983 | Parigi                         | Tabea Zimmermann                                  | Marius Nichiteanu                                   | Pascal Cocherli | |
| 2   | 1986 | Lilla                          | Lars Anders Tomter                                | François Schmitt (ex aequo) Teodor Coman (ex aequo) | Sabine Toutain  | Betsy Jolas (presidente), Emile Cantor, Claude Ducrocq, Paul Hadjaje, Georges Longrée, Erwin Schiffer, Maurice W. Riley          |
| 3   | 1989 | Orléans                        | Andrej Gridčuk                                    | Tomoko Ariu                                         | Pierre Lénert   | Claude-Henry Joubert (presidente), Yuri Bashmet, Marc Carles, Thomas A. Guilissen, Ulrich Koch, Bruno Pasquier, Tabea Zimmermann |
| 4   | 1992 | Ville Nouvelle de Melun-Sénart |                                                   | Benoît Marin                                        |                 | |
| 5   | 2000 |                                | Antoine Tamestit (ex aequo) Aroa Sorin (ex aequo) | — non assegnato —                                   | Lawrence Power  | Marc-Olivier Dupin (presidente), Gérard Caussé, Bruno Pasquier, Michaël Lévinas, Tabea Zimmermann, Thomas Riebl, Jesse Levine    |